# Synegia nigrellata
Synegia nigrellata är en fjärilsart som beskrevs av W. Warren 1906. Synegia nigrellata ingår i släktet Synegia och familjen mätare. Inga underarter finns listade i Catalogue of Life.